# Pneumonoultramicroscopicsilicovolcanoconiosis
Pneumonoultramicroscopicsilicovolcanoconiosis (pisane również -konosis) – angielski termin medyczny oznaczający chorobę układu oddechowego spowodowaną wdychaniem pyłu wulkanicznego oraz bardzo drobnego pyłu kwarcowego. Obecnie stosowanym terminem jest pylica krzemowa. 
To 45-literowe pojęcie uznawane za najdłuższy angielski wyraz występujący w słownikach powstało jako mistyfikacja wymyślona w 1935 przez Everetta M. Smitha, przewodniczącego amerykańskiego stowarzyszenia National Puzzlers' League, i ogłoszona na wykładzie podczas ceremonii otwarcia 103 zjazdu towarzystwa odbywającego się w hotelu New Yorker w Nowym Jorku. Pierwszy raz zostało opublikowane w New York Herald Tribune 23 lutego 1935 w artykule zatytułowanym „Puzzlers Open 103rd Session Here by Recognizing 45-Letter Word” („Szaradziści otworzyli 103 zjazd, uznając 45 literowe słowo”). Badania literatury medycznej nie potwierdziły występowania tego słowa przed 1935.